# Centro de Estudios Técnicos de Materiales Especiales
Das Centro de Estudios Técnicos de Materiales Especiales (CETME) ist eine spanische Forschungseinrichtung in Madrid, die nach Ende des Zweiten Weltkriegs gegründet wurde, um im Auftrag des Franco-Regimes und später der demokratischen Regierung Schusswaffen für das spanische Militär und den Export zu entwickeln. Bekannt ist es für die CETME-Modell-A-Gewehre, aus denen (in Kooperation mit Heckler & Koch) später das Standardgewehr der Bundeswehr, das G3, entwickelt wurde.

## Geschichte
Das spanische Militär war 1950 mit Mauser/Rheinmetall/Solothurn-patentierten Gewehren 98 ausgerüstet.
(Mauser/Rheinmetall/Solothurn)-Patente wurden schon vor und während des Zweiten Weltkrieges bei Astra Unceta Y Compañia S.A. genutzt. Unceta lieferte die Astra 600 mit Munition an die Wehrmacht bis zur Sperrung der Grenze im August 1944. Zur Abnahme wurden Offiziere des deutschen Heereswaffenamtes in Rüstungsbetriebe nach Spanien entsandt. Waldemar Pabst vertrat die Waffenfabrik Solothurn. Ab dem 6. Mai 1945 wurde in Spanien Eigentum deutscher Bürger und des Deutschen Reichs enteignet, davon ausgenommen war Eigentum von Deutschen mit legalem Aufenthaltsstatus in Spanien. Rechtlich begründet waren die Enteignungen mit dem Pariser Reparationsabkommen.
Das Centro de Estudios Técnicos de Materiales Especiales wurde 1948 auf Weisung des Ministerio de Guerra Español, zur Entwicklung von Rüstungsgütern gegründet. Organisatorisch gehörte CETME zum Instituto Nacional de Industria (I.N.I.). Oberstleutnant Ignacion Moyano, Marqués de Inicio war Militärattaché Francisco Francos bei Hitler. Er war während des Krieges Angehöriger der Blauen Division gewesen und von Wilhelm Canaris angeworben worden. Moyano warb 1948 um Mitarbeiter aus der Mauser-Entwicklungsabteilung. 148 von ihnen waren bereits in Mülhausen für die französische Rüstungsindustrie tätig. Moyano wurde später spanischer Militärattaché in Paris. José Hegea Gonzales war seit 1948 im spanischen Konsulat in Hamburg und später in Frankfurt akkreditiert. Hegea stellte Kontakte zu Friedrich Wilhelm Heinz her. 1949 besuchten Moyano und Gonzales Werner Heynen, den früheren Generaldirektor der Wilhelm-Gustloff-Stiftung und Vorsitzenden des Hauptausschusses „Automatische Waffen“ im Reichsministerium für Rüstung und Kriegsproduktion und überließen ihm das weitere Rekrutieren.

Ab 1949 arbeiteten Mitarbeiter von Rheinmetall in Spanien an einem Sturmgewehr des Kalibers 7,92 mm. Ludwig Vorgrimler aus der „Konstruktionsabteilung für leichte Waffen“ bei Mauser ging im September 1950 nach Spanien. Das Sturmgewehr 45 von Mauser bestand aus Tiefziehblechen. Die Tiefziehbleche für Vorgrimlers Gewehr wurden bei Pinto in der Nähe von Madrid geprägt.

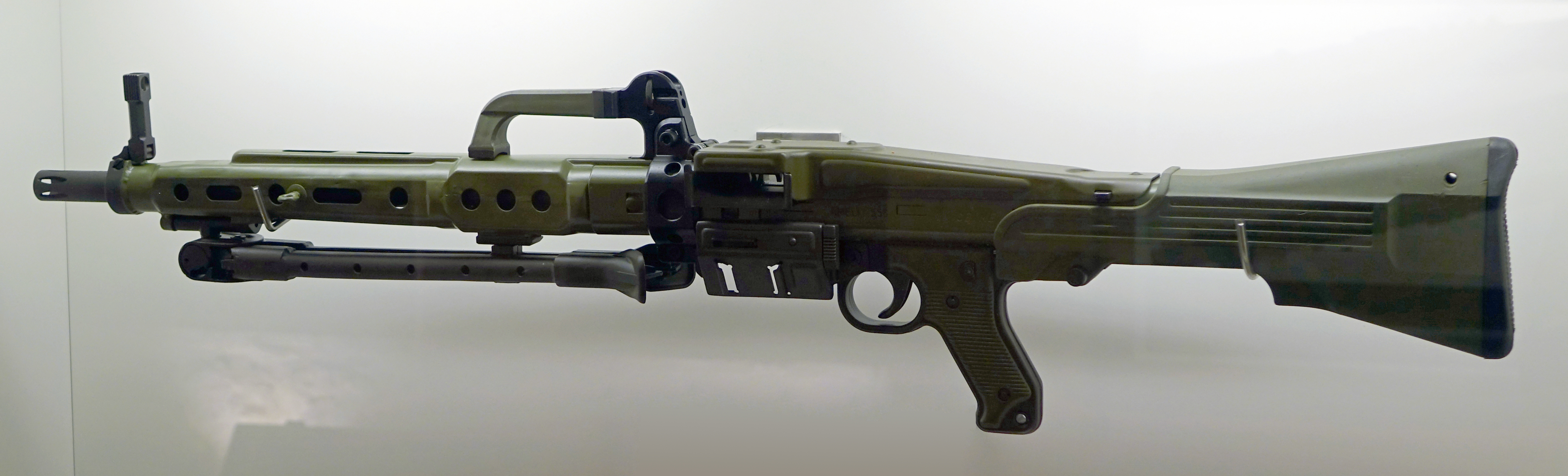
CETME Ameli
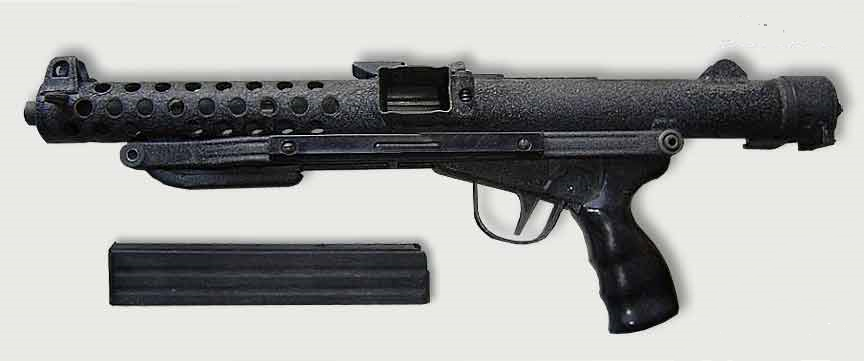
CETME C2
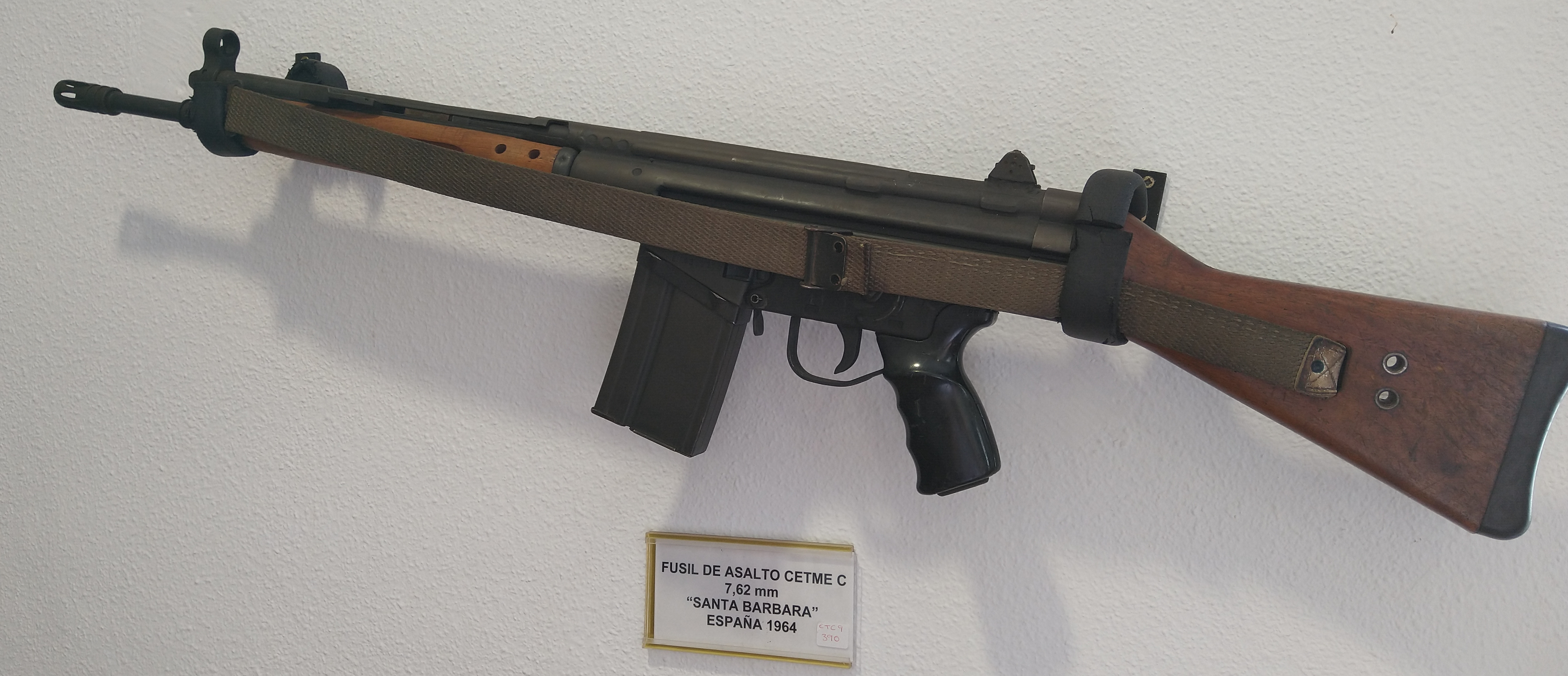
CETME Modell C
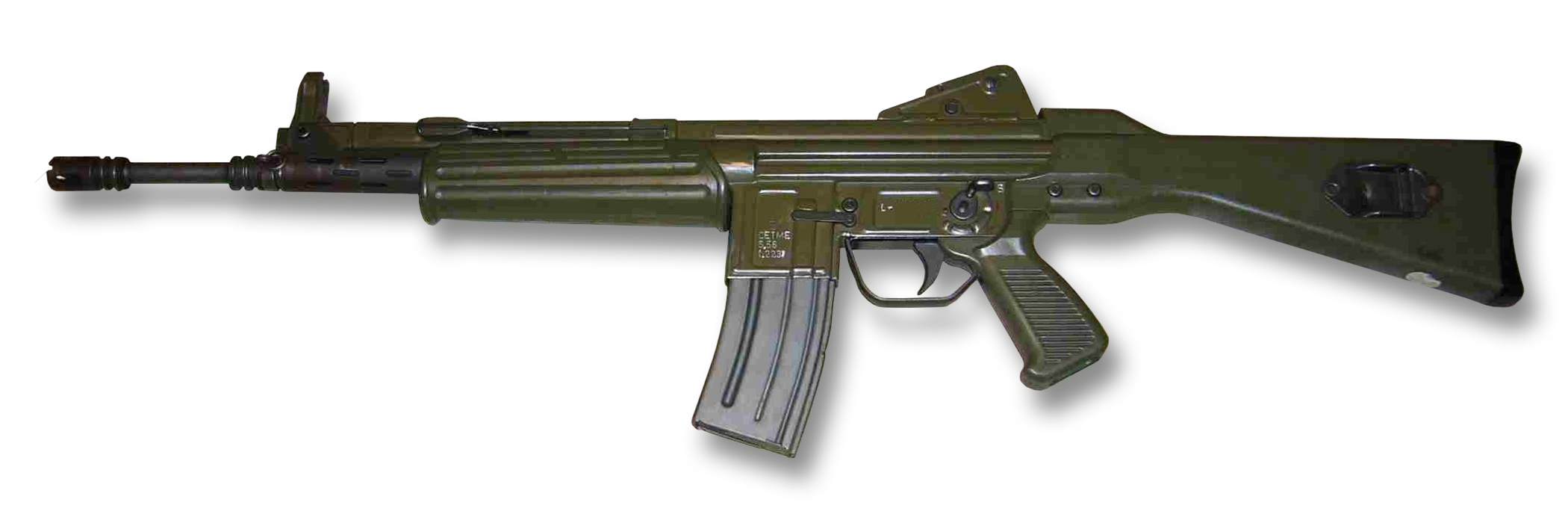
CETME Modell L